# Шуга (Казахстан)
Шуга́ (каз. Шұға) — село у складі Актогайського району Павлодарської області Казахстану. Входить до складу Жолболдинського сільського округу.
Населення — 215 осіб (2021; 291 у 2009, 440 у 1999, 537 у 1989).
Національний склад станом на 1989 рік:
- казахи — 100 %.